# فرودگاه امدادی ماونت هاولی
فرودگاه امدادی ماونت هاولی (به انگلیسی: Mount Hawley Auxiliary Airport) یک فرودگاه همگانی بهره‌برداری هوایی است که یک باند فرود آسفالت دارد و طول باند آن ۱۰۹۷ متر است. این فرودگاه در کشور ایالات متحده آمریکا قرار دارد و در ارتفاع ۲۴۰ متری از سطح دریا واقع شده‌است.